# Compactozetes hastatus
Compactozetes hastatus är en kvalsterart som beskrevs av Hammer 1973. Compactozetes hastatus ingår i släktet Compactozetes och familjen Cepheidae. Inga underarter finns listade i Catalogue of Life.